# Армутлу
Армутлу (тур. Armutlu) — город и район в провинции Ялова Турции.

## Демография
По данным переписи на 22 октября 2009 года население города составило 5 223 человек, 2 802 проживает в сельской местности, а общее население района 8 025 человек.
| Численность населения по годам | Численность населения по годам | Численность населения по годам | Численность населения по годам |
| ------------------------------ | ------------------------------ | ------------------------------ | ------------------------------ |
| Годы                           | городское                      | сельское                       | всего                          |
| 2009                           | 5,223                          | 2,802                          | 8,025                          |
| 2007                           | 4,633                          | 2,577                          | 7,210                          |
| 2000                           | 4,221                          | 3,637                          | 7,858                          |
| 1997                           |                                |                                |                                |
| 1990                           |                                |                                |                                |

## Экономика
Основную прибыль приносит выращивание оливок, рыболовство и туристический бизнес. Благодаря тёплому климату и хорошим погодным условиям в последние годы туризм стал наиболее крупным источником дохода.

## Инфраструктура
Более всего экономические связи развиты с городами Гемлик и Бурса, поскольку регулярное и интенсивное движение транспорта осуществляется в направлении Гемлика. В отдельные населённые пункты района курсирует частный пассажирский автотранспорт. С крупными городами Турции осуществляется регулярное автобусное сообщение. Кроме того присутствует водный транспорт на катерах с подводными крыльями и паромное сообщение.